# Leonard Woolf

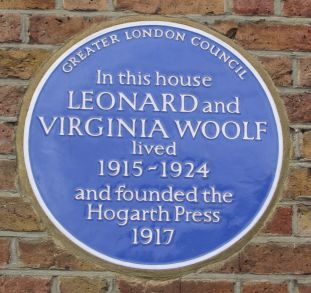
Minnesplakett över Leonard och Virgina Woolf på förlagshuset Hogarth Press House, Richmond, Surrey.

Leonard Sidney Woolf, född 25 november 1880 i London, död 14 augusti 1969 i Rodmell, East Sussex, var en brittisk författare, journalist, redaktör, förläggare och kolonial administratör. Trots Leonard Woolfs bidrag till sin tids litterära och politiska liv är han främst ihågkommen för sitt äktenskap med författaren Virginia Woolf.

## Biografi
Sina studier fullbordade Leonard Woolf mellan 1899 och 1904 vid Trinity College i Cambridge, där han lärde känna bland andra filosofen Bertrand Russell. Woolf valdes in i brödraskapet och diskussionsklubben Cambridge Apostles, vars medlemmar senare grundade den inflytelserika Bloomsburygruppen. En annan medlem av denna grupp var Virginia Stephen, som kom att bli hans berömda hustru.
Mellan 1904 och 1911 arbetade Woolf inom det brittiska kolonialväldets förvaltning av Ceylon (nuvarande Sri Lanka), vilket han skildrar i The Village in the Jungle (1913), därefter blev han starkt antiimperialistisk. Han var medlem av Labourpartiet och pacifist; ett ställningstagande som ledde till ett avståndstagande från Storbritanniens inblandning i första världskriget.
Hemkommen till England friade Leonard för tredje gången till Virginia Stephen och vann denna gång hennes ynnest. Paret gifte sig följande år. Tillsammans skapade de förlaget Hogarth Press som fick en viktig roll för den litterära modernismens nyskapande. De utgav till exempel långa typografiskt krävande dikter som Paris ett poem av Hope Mirrlees, Det öde landet av T S Eliot och Parallax av Nancy Cunard.
Woolf tvingades stödja sin hustru då hon drabbades av perioder av svår depression, medan han fortsatte att vara produktiv som författare. Snart efter hustruns självmord 1941 inledde Woolf ett helt öppet sexuellt förhållande med den gifta konstnärinnan Trekkie Parsons som varade fram till hans död.
Hans stora politiska och litterära engagemang fortsatte även efter hustruns död. Han var då redaktör för fasta avdelningar i ett flertal tidskrifter och grundade den ännu utgivna tidningen The Political Quarterly. Sina politiska idéer utvecklade Woolf i Principia Politica som gavs ut i tre band åren 1931, 1939 och 1953. Värt att nämna är även tredje bandet av Leonard Woolfs självbiografi (1964) som ger inblick i den tidiga Bloomsburygruppen.